# Fiseha Gebremariam
Fiseha Gebremariam, né le 14 octobre 1995, est un coureur cycliste éthiopien.

## Biographie
En fin d'année 2014, Fiseha Gebremariam connait sa première sélection en équipe nationale d'Éthiopie à 19 ans, pour le Tour du Rwanda. Il se classe à quatre reprises parmi les 15 premiers, et termine 24e du classement général. Au mois de septembre 2015, il se rend à Brazzaville en République du Congo pour participer aux Jeux africains, où il se classe 6e du contre-la-montre par équipes avec ses compatriotes, puis 29e de la course en ligne.
Au cours de l'année 2017, il prend la quatrième place du championnat d'Éthiopie sur route en juin. Durant l'été, il monte sur la troisième marche du podium du Tour Meles Zenawi, après en avoir remporté deux étapes.

## Palmarès
- 2017
  - 2e et 4e étapes du Tour Meles Zenawi
  - 3e du Tour Meles Zenawi
- 2019
  -  Médaillé de bronze du championnat d'Afrique du contre-la-montre par équipes

## Classements mondiaux
| Année           | 2017 |
| --------------- | ---- |
| UCI Africa Tour | 156e |